# 유고슬라비아 의회
유고슬라비아 의회는 유고슬라비아의 입법부였다. 제2차 세계 대전 이전의 유고슬라비아 왕국에서는 국민의회(세르보크로아트어: Narodna skupština)로 알려졌으며, 유고슬라비아 사회주의 연방공화국에서는 명칭이 연방의회(세르보크로아트어: Savezna skupština / Савезна скупштина)로 변경되었다. 1920년부터 1992년까지 운영되었으며, 이후 세르비아 몬테네그로 의회의 소재지 역할을 한 국민의회의사당 건물에 자리 잡았고, 2006년부터 세르비아 국민의회의사당로 사용되고 있다. 연방의회는 국가 권력의 최고 기관이자 국가에서 유일한 정부 기관이었으며, 모든 국가 기관은 통일된 권력의 원칙에 따라 연방의회에 종속되어 있었다. 이는 유고슬라비아 사회주의 연방공화국이 일당제 국가였으며, 유고슬라비아 공산주의자동맹이 유일한 합법 정당이었기 때문이다. 연방의회의 대부분의 조치는 당의 결정을 단순히 승인하는 것에 불과했다.

## 유고슬라비아 왕국
유고슬라비아 왕국의 첫 번째 의회 기관은 1920년 11월 28일 첫 번째 선거가 실시될 때까지 존재했던 임시 국민 대표부였다. 새로운 의회는 제헌의회로 알려졌다. 의회는 1921년 6월 28일 비도브단 헌법을 채택하였고, 그 후 국민의회로 알려지게 되었다.
1월 6일 독재 정권이 종식된 후, 1931년 유고슬라비아 왕국은 입헌군주제로 돌아갔고, 국민의회는 국민의회 (하원)와 상원 (상원)으로 구성된 국민 대표부가 되었다.

## 유고슬라비아 민족해방을 위한 반파시스트 평의회
추축국이 유고슬라비아를 점령하던 기간(1941년~1944년)에는 유고슬라비아 민족해방을 위한 반파시스트 평의회 (AVNOJ)가 유고슬라비아 파르티잔 민족해방 평의회를 위한 정치적 모체 조직이었다.

## 유고슬라비아 사회주의 연방공화국
비스 조약의 결과, AVNOJ는 1938년에 선출된 수십 명의 국회의원을 포함하는 임시 국민의회로 개편되었다. 1945년 말 공산주의자들이 권력을 강화한 후, 제헌의회가 설립되었다. 제헌의회는 연방의회와 인민의회라는 두 개의 의회로 나뉘었다.
1946년 헌법이 채택되면서 국민의회라는 명칭이 다시 채택되었다. 이는 두 개의 의회로 나뉘었다: 연방의회와 인민의회. 1953년 헌법 개정으로 연방인민의회는 연방 평의회와 생산자 평의회로 분리되었다 (1953년부터 1967년까지 국가 평의회는 연방의회 내의 "부하원"이었다).
1963년 신헌법 채택으로 연방의회는 연방 평의회, 경제 평의회, 교육문화 평의회, 사회보건 평의회, 조직정치 평의회의 5개 의회로 분할되었다. 1967년에 국가 평의회가 별도의 의회가 되었고, 1968년에 연방 평의회는 국가 평의회를 위해 격하되었으며, 조직정치 평의회는 사회정치 평의회로 그 명칭이 변경되었다. 유고슬라비아 연방의회는 정치 역사상 유일한 오원제 (후에는 육원제) 의회였다.
1974년 유고슬라비아 헌법이 채택된 후, 유고슬라비아 사회주의 연방공화국 의회는 양원제로 구성되었으며, 하원은 연방의회라 불리고 상원은 공화국 및 주 의회라 불렸다. 연방의회는 각 공화국에서 30명, 각 자치주에서 20명의 의원으로 구성되었고, 공화국 및 지방 의회는 각 공화국에서 12명, 각 자치주에서 8명의 의원으로 구성되었다. 의회는 복잡한 절차를 통해 법적 계층 구조의 다양한 수준에서 선출된 선거인단에 의해 임명된 각 구성 공화국의 공산주의자동맹 당원들로 구성되었다.
1990년 민족 간 긴장 속에서 공산주의자동맹이 붕괴되자, 의회는 폐쇄되었다. 의회는 1992년 유고슬라비아 연방공화국 연방의회로 부활했지만, 이 의회는 선출된 의원으로 구성되었다.

## 갤러리

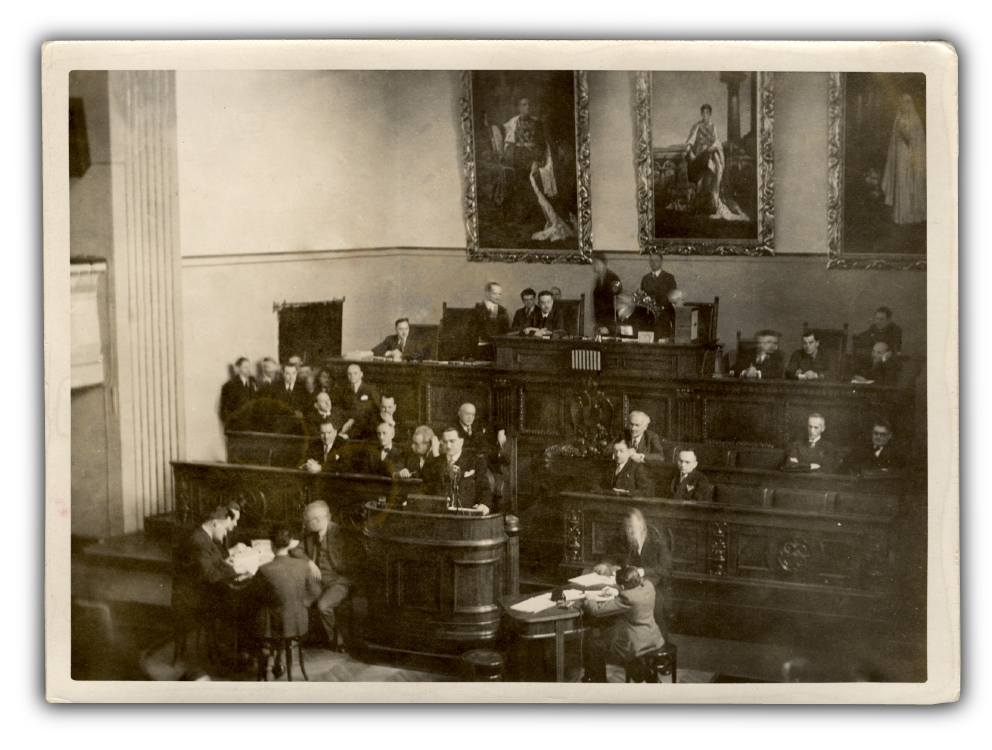
1936년의 의회
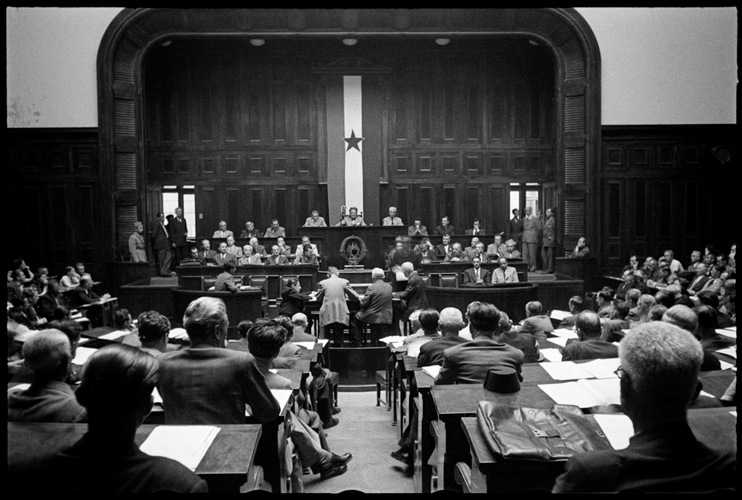
1945년의 의회
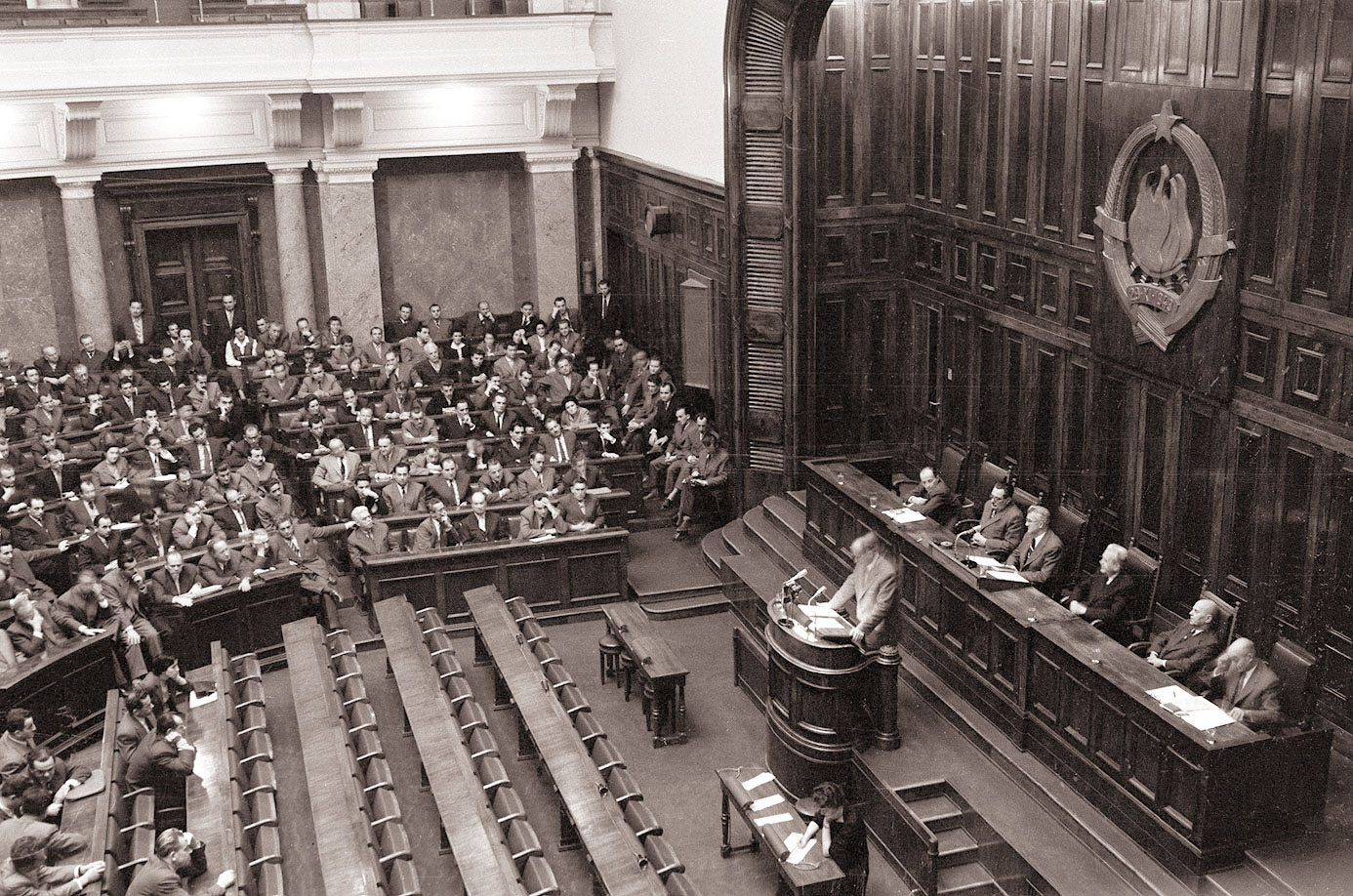
1958년 의회

## 같이 보기
- 유고슬라비아 사회주의 연방공화국 연방의회 의장 목록
- 세르비아 몬테네그로 의회
  - 세르비아 몬테네그로 의회 의장 목록
- 세르비아 국민의회 - 세르비아 국민의회는 유고슬라비아 사회주의 연방공화국 연방의회 건물과 같은 건물에 위치해 있다
- 보스니아 헤르체고비나 의회
- 크로아티아 의회
- 몬테네그로 의회
- 북마케도니아 의회
- 슬로베니아 의회